# Harlem River
 (juillet 2018).
Si vous disposez d'ouvrages ou d'articles de référence ou si vous connaissez des sites web de qualité traitant du thème abordé ici, merci de compléter l'article en donnant les références utiles à sa vérifiabilité et en les liant à la section « Notes et références ».
La Harlem River est un détroit des États-Unis situé à New York, entre les arrondissements de Manhattan et du Bronx. Long de 12,2 kilomètres (7,6 miles), il relie l'East River et l'Hudson River. Le Spuyten Duyvil Creek (aussi connu sous le nom de Harlem River Ship Canal ce qui signifie « chenal navigable de Harlem River ») situé sur le tracé de la Harlem River, légèrement au sud de l'ancien tracé du chenal, délimite un petit quartier de Manhattan (Marble Hill), qui est situé du même côté que le Bronx.
La Harlem River peut être empruntée par des bateaux dont la carène n'excède pas 16,8 mètres. Tous les ponts de la Harlem River, à l'exception du Spuyten Duyvil Bridge (pont tournant situé au confluent de la Harlem River et de l'Hudson River) tolèrent un espace maximal de passage de 7,3 mètres ; au-delà, les ponts tournants doivent s'ouvrir afin de permettre le passage des différents navires. Toutefois, ces dernières années, le nombre de fois où les ponts ont été ouverts à l'occasion de tests dépassait le nombre d'ouvertures des ponts pour le passage des bateaux. Les marins désirant traverser la Harlem River doivent contacter les autorités maritimes de la ville comme le New York City Department of Transportation, en sachant que la navigation sur le bras de mer n'implique aucun coût.
La Harlem River accueille traditionnellement la course d'aviron de la ville de New York, de la même manière que la Charles River de Boston, ou la Schuylkill River de Philadelphie. Ainsi, l'une de ses berges du abrite le hangar à navires de l'équipe d'aviron de l'Université Columbia, et bras de mer accueille plusieurs courses de l'équipe poids lourds de l'université (alors que les légers et les femmes s'affrontent sur Orchard Beach, la plage du verger). Les athlètes honorent ainsi le C Rock (Rocher C pour Columbia), inscription géante peinte sur les rochers qui fait face aux voies utilisées par le Metro-North Railroad, et les lignes du métro de New York.

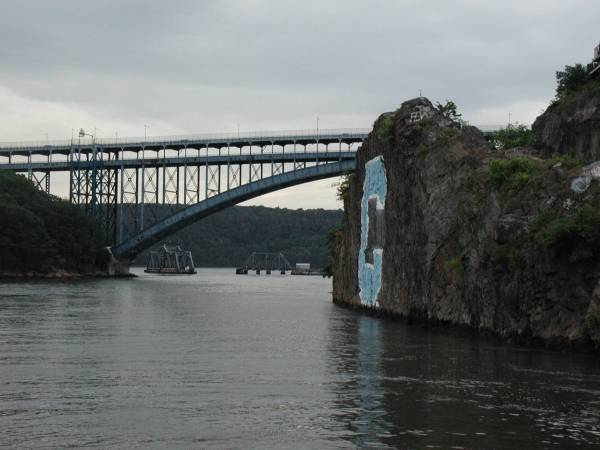
Le C Rock avec au second plan le Henry Hudson Bridge et le Spuyten Duyvil Bridge, au loin.
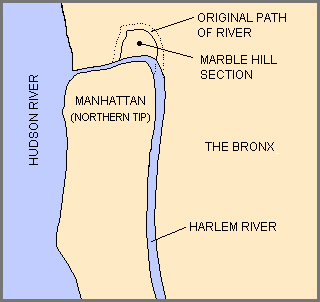
Emplacement du quartier de Marble hill au nord d'Harlem river.
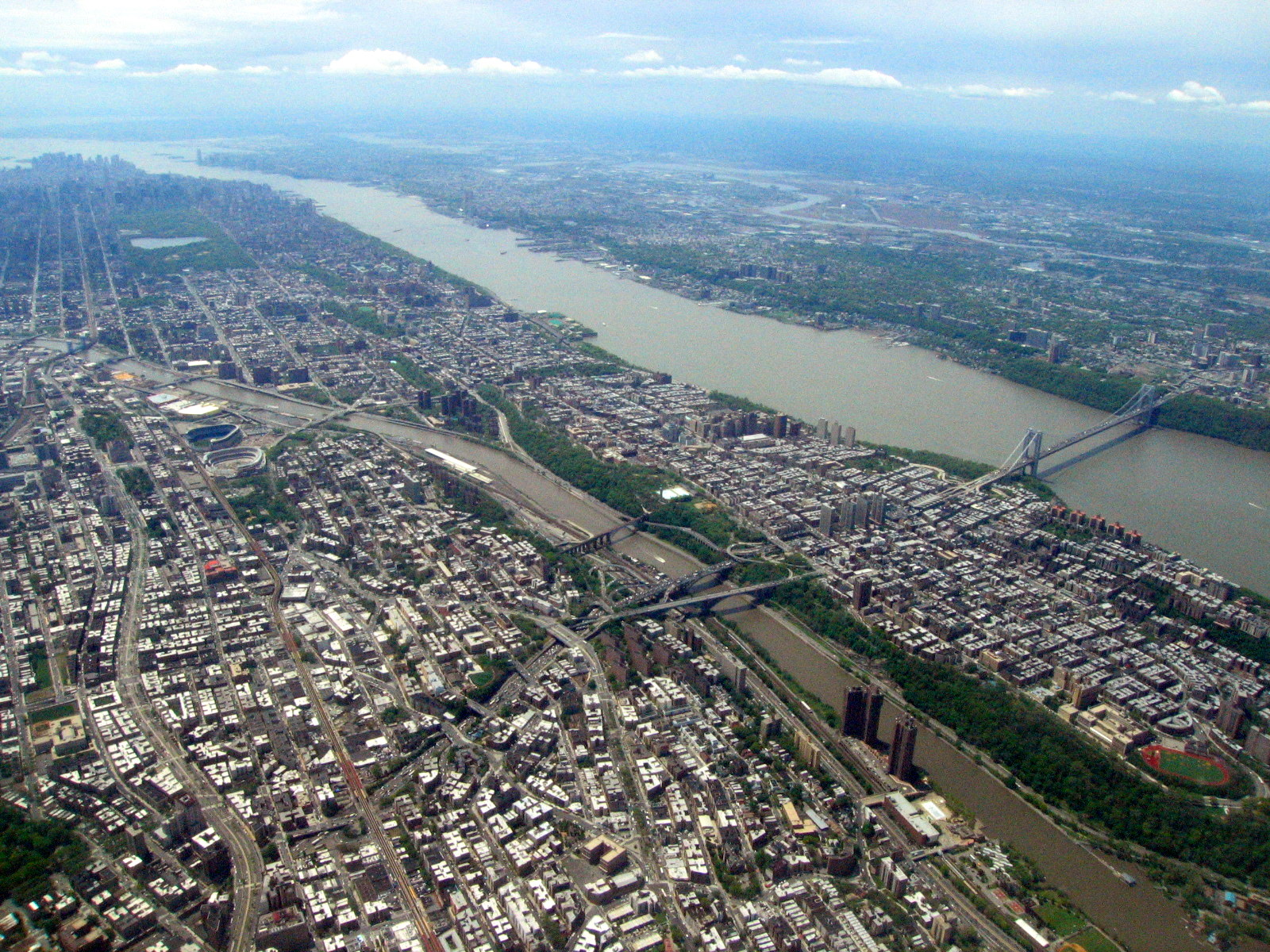
Vue aérienne de l'Harlem river.